# Cristóbal Pérez
Pérez  Leal est un nom espagnol. Le premier nom de famille, en général paternel, est Pérez ; le second, en général maternel, souvent omis, est Leal.
Cristóbal Pérez Leal, né à Chiscas (département de Boyacá) le 23 août 1952, est un coureur cycliste colombien des années 1970 et 1980.

## Biographie
Il était l'un des meilleurs coureurs de sa génération en Colombie, représentant son pays aux Jeux olympiques de 1976 à Montréal, dans l'épreuve du contre-la-montre par équipes. 
Il a, également, été sélectionné pour participer au Tour de l'Avenir 1982, avec son équipe nationale. Il le terminera d'ailleurs à une remarquable troisième place. 
Cette année-là est faste pour lui, car il remporte son Tour national, couronnement de sa carrière. Prenant le départ pour être un simple équipier, il profite de l'abandon de son leader Luis Herrera et de la contre-performance du sextuple vainqueur de l'épreuve et capitaine de route, Rafael Antonio Niño pour jouer sa carte personnelle et remporter l'épreuve devant son coéquipier Rafael Acevedo, malgré aucune victoire d'étape.
Il a, en outre, fait partie de la première équipe cycliste colombienne (amateur) invitée à participer à un grand tour, le Tour de France 1983. Il le dispute une seconde fois en 1987, à près de 35 ans. En octobre de la même année, il arrête la compétition. 
Il reste dans le monde du cyclisme en entraînant des équipes de jeunes d'abord pour la formation Aguardiente Néctar (1989-1990) puis pour la Ligue de Bogotá (1991-1992). Depuis 1993, il subvient aux besoins de sa famille en travaillant comme chauffeur de taxi.

## Équipes
- Amateur :
  - 1980 :  Lotería de Boyacá[6]
  - 1981 :  Lotería de Boyacá[7]
  - 1982 :  Lotería de Boyacá[4]
  - 1983 :  Colombie - Piles Varta
  - 1984 :  Colombie - Piles Varta[8]
  - 1985 :  Apuestas Rueda[9]
- Professionnelles[10] :
  - 1986 :  Teka
  - 1987 :  Piles Varta - Café de Colombia

## Palmarès
- 1976
  - 4e et 5e (contre-la-montre) étapes de la Vuelta a Cundinamarca
  - Classement général de la Clasica de Boyacá[11]
- 1978
  - 4e étape de la Vuelta a Cundinamarca (contre-la-montre)
- 1980
  - 2ea (contre-la-montre) et 5e étapes de la Clasica de Boyacá
- 1981
  - 2e du Tour de Cuba
- 1982
  - Classement général du Tour de Colombie[4]
  - 3e du Tour de l'Avenir[3]

## Résultats sur lesgrands tours

### Tour de France
2 participations.
- 1983 : abandon lors de la 8e étape.
- 1987 : 101e du classement général.

### Tour d'Espagne
Aucune participation.

### Tour d'Italie
Aucune participation.

## Résultats sur les championnats

### Jeux olympiques

#### Route
100 km par équipes
1 participation.
- 1976 : 23e au classement final[2].